# کریستین تورو
کریستین تورو (اسپانیایی: Cristian Toro‎؛ زادهٔ ۲۹ آوریل ۱۹۹۲) قایقران کانو اهل اسپانیا است.
وی در مسابقات کشوری و بین‌المللی در مجموع برندهٔ ۱ مدال طلا، ۴ مدال نقره شده‌است.